# Бруннер, Себастьян
Себастьян (Себастиан, Севастьян) Бруннер (нем. Sebastian Brunner; 1814—1893) — австрийский писатель

, поэт, журналист и католический богослов. Один из видных деятелей антисемитизма в Европе в XIX веке.

## Биография
Себастиан Бруннер родился 10 декабря 1814 года в городе Вене. Изучал богословие в Венском университете, был в 1838 рукоположен в священники. 
С 1843 по 1848 год государственный канцлер Австрийской империи Клеменс фон Меттерних поручал ему рассмотрение донесений посланников о религиозном и социальном движении. В 1846 году государственный канцлер отправил его в Германию и Францию; Бруннер представил ему доклад, в котором предсказал, что не далее как через два года должна вспыхнуть революция, и свой взгляд на положение дел в Германии изложил в романе «Die Prinzenschule zu Möpselglück» (2 тома, Регенсбург, 1847), в последней главе которого совершенно определенно предусматриваются мартовские дни 1848 года. При этом он подчеркивал «еврейский характер» некоторых событий.
С 1848 по 1865 год С. Бруннер издавал «Wiener Kirchenzeitung» (прекратила существование в 1855 году), в которой развивал основные положения домартовских докладов и в резких выражениях нападал как на евреев, так и на иудаизм. Пока реакция в Австрии была сильна, нападки Бруннера на евреев в силу цензурных условий не опровергались еврейскими писателями, и только в 1860 году Игнац Куранда в своей газете «Ostdeutsche Post» вступил с ним в резкую полемику, доказав, что Бруннер черпал свои антисемитские аргументы из плохих источников вроде Эйзенменгера и Пфефферкорна. Кроме того, Куранде удалось установить, что Бруннер руководился не столько соображениями религиозного и политического характера, сколько желанием увеличить продажи своей газеты. За последнее утверждение Бруннер привлек Куранду к ответственности. Куранда был оправдан, Бруннер же получил от председателя суда ряд выговоров за резкие высказывания, не подобающие «священническому сану». Этот суд вызвал в свое время большой резонанс; дебаты были опубликованы на еврейском и немецком языках в виде отдельной брошюры. 
В 1853—1857 гг. он был проповедником в университетской церкви, но отказался от этой должности, когда церковь была возвращена иезуитам. В 1865 году он был возведен в звание апостолического протонотария, папского прелата и римского графа.
Его первые стихотворения прошли мало замеченными. Гораздо больше внимания у читателей вызвали некоторые сатирические сочинения Себастиана Бруннера в стихах, о тоне и содержании которых можно судить уже по их заглавиям. К ним принадлежит: «Der Nebeljungen Lied» (Регенсбург, 1845; 4 изд., 1857), с нападками на гегелевскую школу; «Schreiberküechte», «Das deutsche Reichsvieh» и проч. К ним примыкают рассказы «Des Genies Malheur und Glük» (2 изд., 2 т., Регенсбург, 1847); «Diogenes von Azzelbrunn» (2 изд., 2 т., Вена, 1853); «Fremde und Heimat» (2 изд., 2 т., Вена, 1849). Впоследствии он издал много описаний путешествий. 
Все эти поэтические и прозаические произведения, полное собрание которых (18 томов) вышло в Регенсбурге в 1864—1877 гг., богаты неподдельным юмором и грубым, нередко язвительным остроумием, но вместе с тем свидетельствуют о фанатическом озлоблении автора против всех явлений современной жизни, выходящих за пределы его узкого ультрамонтанского миросозерцания. 
Исторический интерес представляют его труды под заглавием «Clemens Maria Hofbauer und seine Zeit» (Вена, 1858) и «Die Kunstgenossen der Klosterzelle» (2 тома, Вена, 1863), благодаря заключающимся в них материалам для истории церкви и истории искусств. То же самое следует сказать о многих других его исторических произведениях, например «Die theol. Dienerschaft am Hofe Josephs II» (Вена, 1868); «Die Mysterien der Aufklärung in Oesterreich 1770—1800» (Майнц, 1869). Он издал также нечто вроде автобиографии, под заглавием: «Woher? Wohin?» (2 т., Вена, 1855) и «Correspondances intimes de l’empereur Joseph II etc.» (1871).
Себастьян Бруннер умер 26 ноября 1893 года в родном городе и был похоронен на кладбище компуны Мария-Энцерсдорф к югу от Вены.
Был награждён Орденом Святого Гроба Господнего Иерусалимского.